# Josi Jona
Josi Jona, oficiálně Josef Jona, hebrejsky יוסי יונה‎‎ (narozen 8. června 1953 Kirjat Ata), je izraelský vysokoškolský pedagog a politik; poslanec Knesetu za Sionistický tábor.

## Biografie
Sloužil v izraelské armádě a bojoval v jomkipurské válce. Byl součástí izraelských obrněných jednotek, které překročily během války Suezský průplav. Jeho tank utrpěl několikrát zásah. Studoval v USA. Získal titul Ph.D. z filozofie na Pensylvánské univerzitě.
Profesí je vysokoškolským pedagogem. Do doby krátce před volbami v roce 2015 působil jako profesor filozofie vzdělávání na Ben Gurionově univerzitě v Negevu a jako výzkumník na Van Leer Jerusalem Institute. Patří mezi proponenty Ženevské iniciativy, která prosazuje mírovou dohodu mezi Izraelem a Palestinci. Spoluzaložil organizaci ha-Kešet ha-demokratit ha-mizrachit (Demokratická duhová koalice Mizrachim). Od roku 2012 je členem Strany práce a neúspěšně za ni kandidoval ve volbách v roce 2013. Zasedal ve vedení nezávislého institutu Adva na podporu sociální spravedlnosti. Spolu s profesorem Spivakem založil pracovní skupinu, která radila organizátorům sociálních protestů v Izraeli v roce 2011.
Ve volbách v roce 2015 byl zvolen do Knesetu za Sionistický tábor (aliance Strany práce a centristické strany ha-Tnu'a).